# Staf Van den Bergh
 (janvier 2016).
Si vous disposez d'ouvrages ou d'articles de référence ou si vous connaissez des sites web de qualité traitant du thème abordé ici, merci de compléter l'article en donnant les références utiles à sa vérifiabilité et en les liant à la section « Notes et références ».
Staf Van den Bergh est un footballeur belge devenu entraîneur. 
Il dirige les joueurs du KV Malines de 1970 à 1975.